# Belvedere House (County Westmeath)

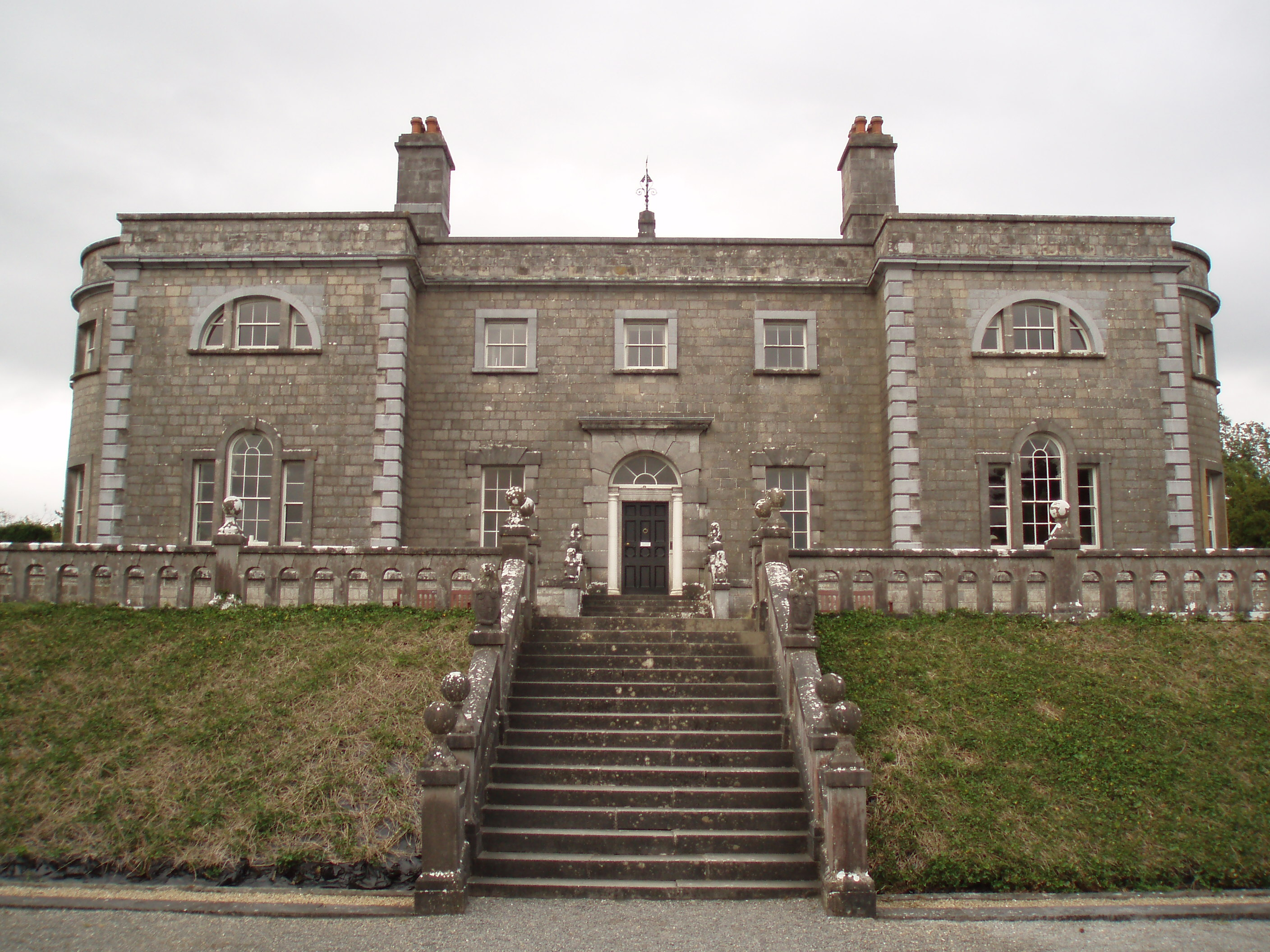
Belvedere House

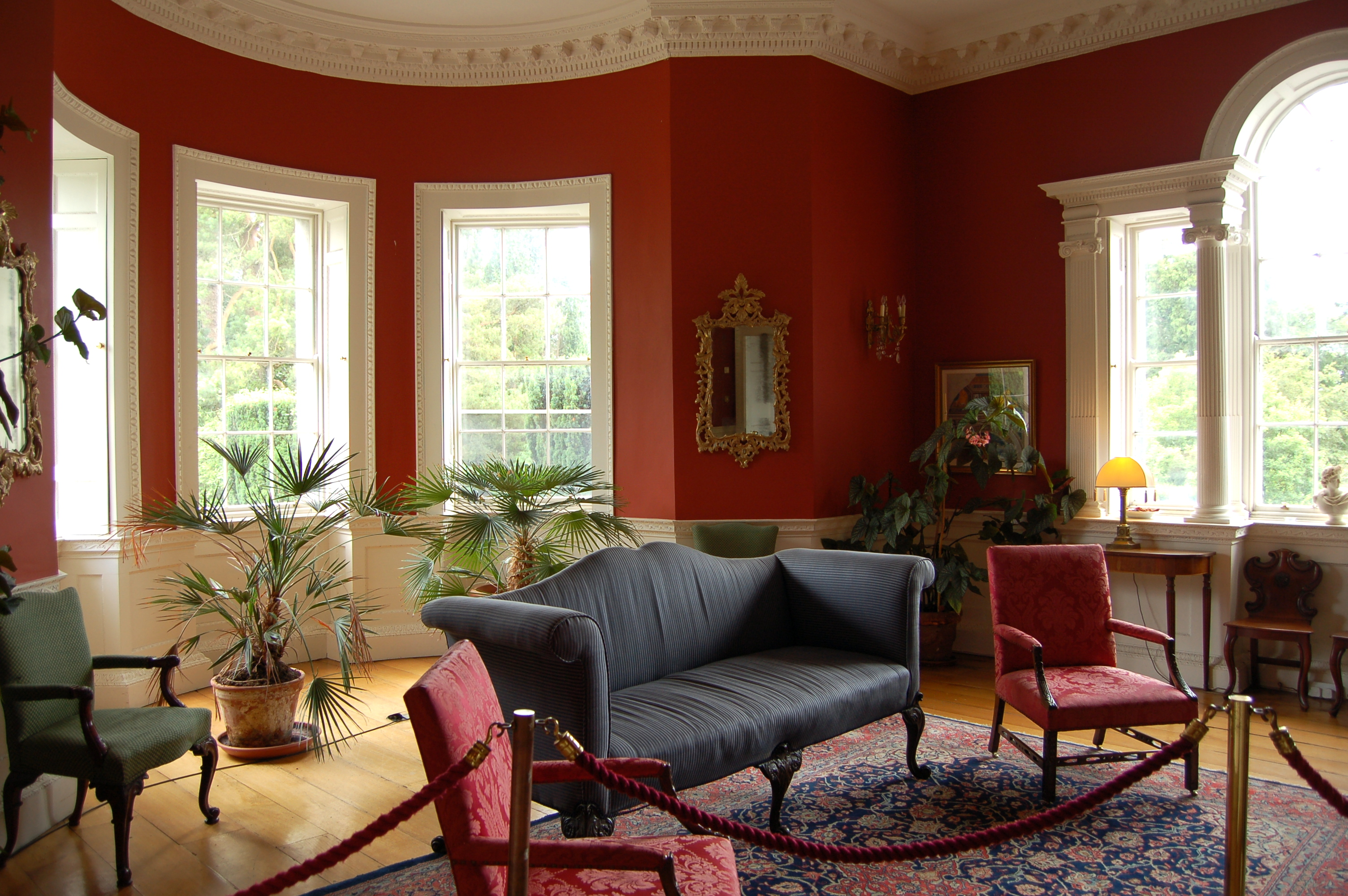
Salon

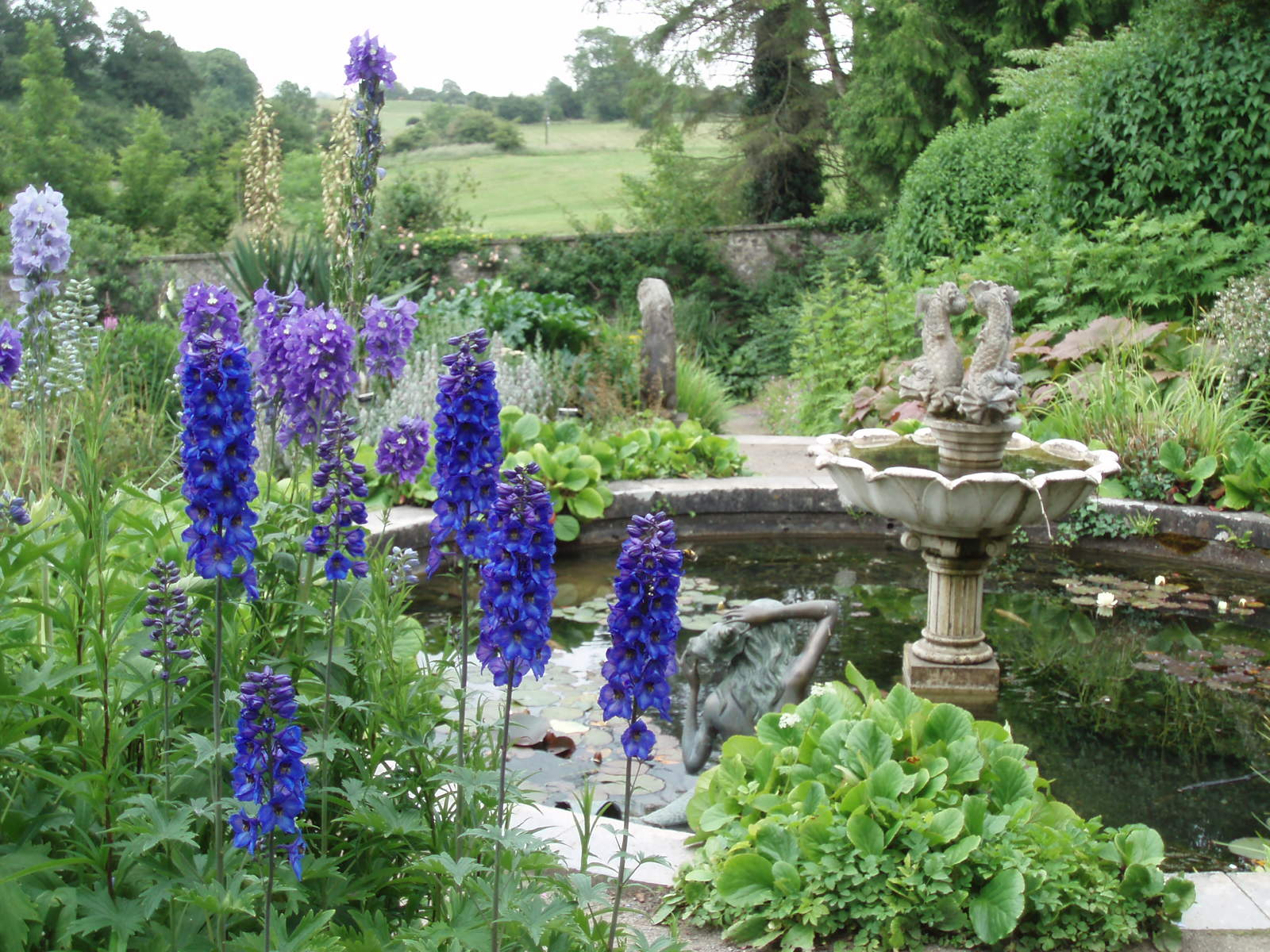
In den Gärten

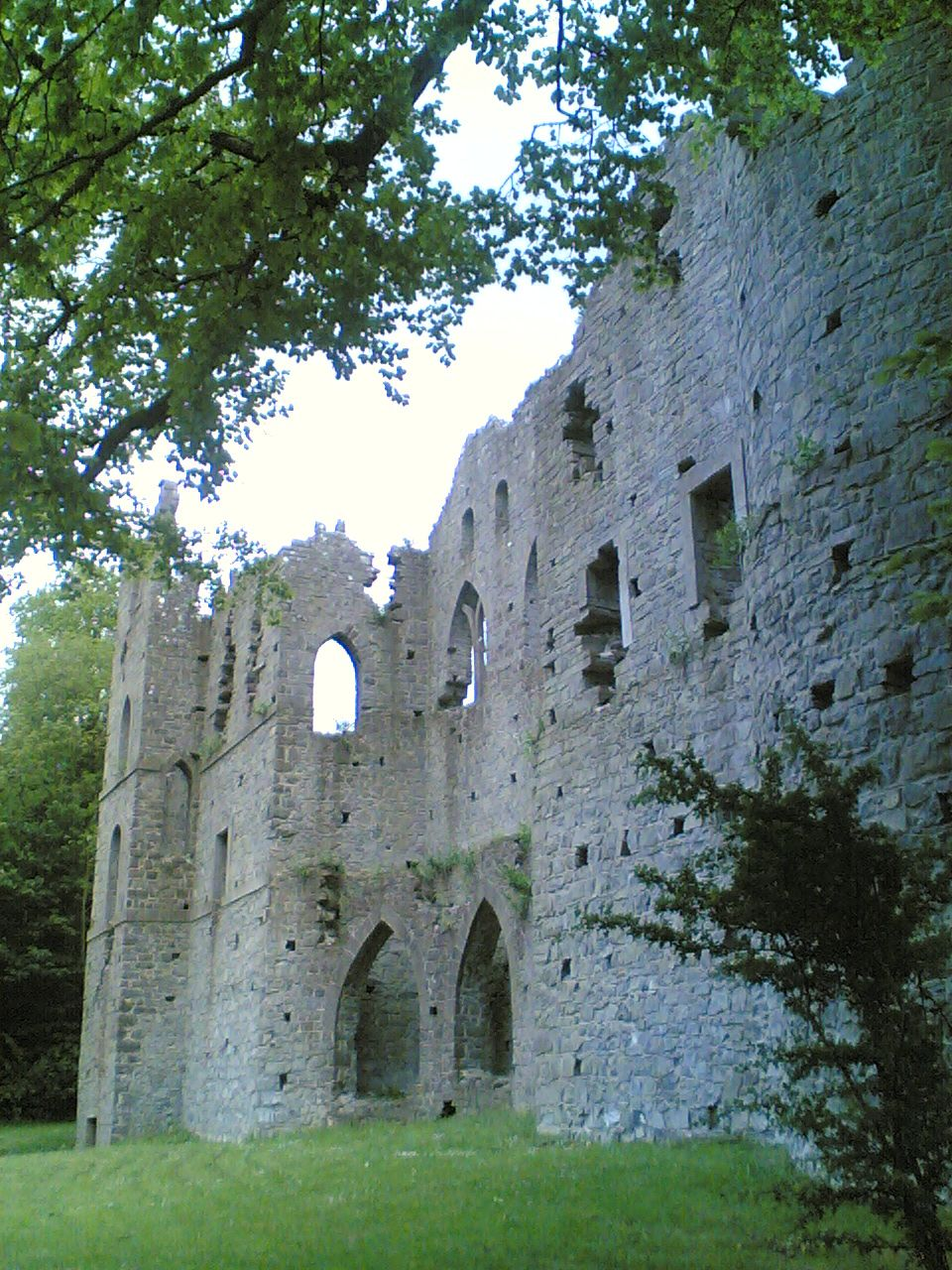
The Jealous Wall

Belvedere House (auch Belvidere House, irisch Teach Belvidere) ist ein Landhaus etwa 8 km südsüdwestlich von Mullingar im irischen County Westmeath. Das Haus aus der Mitte des 18. Jahrhunderts liegt inmitten von Gärten am Nordostufer des Lough Ennell.

## Beschreibung
Das Haus ist mit seinen zwei Stockwerken und seinen drei Jochen, von denen das mittlere zurückgesetzt ist, nicht allzu groß, gilt aber wegen seiner Thermenfenster (Fenster mit Korbbogensturz, in der Breite unterteilt in drei Scheiben) und seiner für das 19. Jahrhundert typischen, dramatischen Terrassierung als architektonisch bemerkenswert. Als der Earl of Belvedere sich entschloss, das Haus als Hauptwohnsitz zu nutzen, beauftragte er Barthelemij Cramillion, einen französischen Stuckateur, es mit Rokokostuckdecken zu versehen, die zu den exquisitesten des Landes zählen.
Das landschaftsgärtnerisch bearbeitete, 64 Hektar große Anwesen beherbergt die größte und spektakulärste Folly in Irland The Jealous Wall (dt.: „Die eifersüchtige Wand“). Der Earl ließ sie errichten, damit er nicht auf das Nachbarhaus blicken musste, das seinem Bruder George gehörte, mit dem er sich zerstritten hatte. Auf dem Anwesen gibt es auch einen eingefriedeten Garten im viktorianischen Stil und viele Hektar Wald.

## Geschichte
1740 ließ Robert Rochfort, 1. Earl of Belvedere, von Richard Cassels, einem der bekanntesten irischen Architekten des Palladianismus, Belvedere House als Jagdschloss errichten. Seine Gattin hatte er am früheren Familienwohnsitz, Gaulstown House, einsperren lassen, weil er eine Affäre zwischen ihr und seinem Bruder Arthur vermutete. Arthur wurde später vor Gericht gestellt und mit einer Geldstrafe von £ 20.000 belegt, die er nicht bezahlen konnte. So musste er 18 Jahre im Schuldgefängnis in Dublin verbringen und wurde erst entlassen, als sein Bruder Robert verstorben war. Auch Roberts Frau kam erst nach dem Tod ihres Gatten 1774 frei.
Das Anwesen fiel dann an Roberts Sohn, George Rochfort, 2. Earl of Belvedere. Dieser war 1761–1776 Parlamentsabgeordneter für Westmeath und 1762 High Sheriff von Westmeath. Er zog 1798 nach England und starb dort 1814. Als seine Witwe 1828 ebenfalls starb, fiel Belvedere House an ihren Enkel Brinsley Butler, 4. Earl of Lanesborough. Er hielt sich nur selten auf dem Anwesen auf, das nach seinem Tod 1847 an seinen Vetter, Charles Brinsley Marlay fiel. Marlay zog in das Haus ein und in der Zeit seines Besitzes wurden die Thermenfenster im Obergeschoss eingebaut und die Terrassen angelegt. Er beauftragte Ninian Niven, den Kurator der National Botanic Gardens of Ireland in Glasnevin, Pläne für den eingefriedeten Garten zu zeichnen.
Nach dem Zweiten Weltkrieg restaurierte Charles Howard-Bury, ein Soldat, Bergsteiger und Botaniker, Haus und Gärten. Er war nie verheiratet und nach seinem Tod 1963 erbte Rex Beaumont, sein Freund und Kollege seit 30 Jahren, das Anwesen und verkaufte es 1982 für £ 250.000 an die Grafschaftsverwaltung von Westmeath.
Nach einer viele Millionen Pfund teuren Restaurierung ist das Anwesen heute öffentlich zugänglich und zieht jährlich etwa 160.000 Besucher an. Dort finden am Wochenende auch Musikfestivals und intime Theatervorstellungen in den Gärten statt.